# Arnold Siben
Arnold Siben (* 23. Juli 1882 in Forst; † 31. August 1957) war ein bayerischer Verwaltungsbeamter und Politiker.

## Leben
Siben wurde am 23. Juli 1882 in Forst, einem Nachbarort von Deidesheim, geboren. Sein Vater Johann Julius Siben war von 1895 bis 1905 Bürgermeister von Deidesheim, seine Mutter war Augusta Siben geb. Kuhn. Die Familie Siben führte in Deidesheim ein Weingut, das heute Weingut Georg Siben Erben heißt.
Nachdem er an den Universitäten in Bonn, Berlin, Heidelberg und München Jura und Philosophie studiert hatte, schloss er 1909 seine Promotion zum Thema „Die richterlichen Funktionen des Bundesrats“ ab. Danach war er Regierungsassessor bei der Regierung von Oberbayern in München, ab 1911 bis 1919 Bezirksamtsassessor in Dillingen an der Donau. Siben wurde danach der Regierung der Pfalz (Bayern) in Speyer zugeteilt und war bis 1920 Bezirksamtmann in Landau in der Pfalz. Von 1924 bis 1933 war er zudem Vorsitzender der von seinem Vater mitbegründeten bayerisch-pfälzischen Zentrumspartei.
Weil er vom Stadtrat Deidesheims zum Ersten Bürgermeister der Stadt gewählt wurde, schied Siben am 1. Mai 1920 aus dem Staatsdienst aus. Auf Siben hatten sich die Zentrumspartei, die Liberalen und die gemäßigten bürgerlichen Parteien in Deidesheim geeinigt. Siben verrichtete das Bürgermeisteramt bis nach der Machtergreifung der Nationalsozialisten 1933. Am 15. März dieses Jahres allerdings versammelte sich eine Menschenmenge vor Sibens Haus, die drohte, das Haus zu stürmen, und forderte seinen Rücktritt. Siben kam der Aufforderung nach, allerdings unter Vorbehalt seiner Rechte. Weil aber die Stadt Deidesheim in der Folge die Gehaltszahlungen einstellte, änderte er die Art seines Rücktritt von einem unter Vorbehalt in einen freiwilligen und forderte Pensionszahlungen von der Stadt, was der inzwischen nationalsozialistisch geprägte Stadtrat aber ablehnte. Obwohl selbst der bayerische Innenminister Adolf Wagner und Gauleiter Josef Bürckel auf eine Einigung drängten, blieb Deidesheim in der Sache hart. Siben klagte daraufhin gegen die Stadt Deidesheim und bekam am 4. Juni 1935 vom Landgericht Frankenthal Recht gesprochen; Deidesheim musste Siben bezahlen und hatte außerdem die Prozesskosten zu sechs Siebtel zu tragen.
Nach 1933 kümmerte sich Siben um sein Weingut, reiste viel herum und verfasste einige Schriften zur Heimatgeschichte. Siben starb am 31. August 1957.